# Комедийный боевик
Комеди́йный боеви́к — жанр, сочетающий аспекты боевика и комедии.

## Кино
Сайт AllMovie описывает комедийные боевики как фильмы с «быстрым и яростным» боевиком, но «в основном беззаботными», редко имеющими смерть или серьёзные травмы. The Script Lab написала: «[Жанр] полагается на персонажей, чтобы выявить юмор, в то время как экшн-сцены, как правило, менее интенсивны, чем в традиционном боевике». Ещё одна форма жанра — телесериал. Одним из самых ранних сериалов был «Придурки из Хаззарда» (1979—1985).
Комедийные боевики часто имеют темы «рыбы из воды», например, использование знаменитости актёра в главной роли, чтобы контрастировать с обстановкой, например, как «уличная, саркастическая личность комика и актёра Эдди Мерфи сталкивается с обычными полицейскими процедурами в фильмах „Beverly Hills Cop“» в конце двадцатого века.
Фильм «Генерал» с Бастером Китоном в главной роли считается первым комедийным боевиком. Другими ранними формами комедийных боевиков были фильмы плаща и шпаги 1930-х годов. «AllMovie» написал, что его «звёзды сочетали остроумие и однострочники с захватывающим сюжетом и смелыми трюками». В 1980-х годах жанр стал обычным явлением, и фильмы о друзьях полицейских появились как продолжение комедийных боевиков, таких как «Успеть до полуночи» (1988) и серия фильмов «Смертельное оружие». Другими комедийными боевиками десятилетия являются «Братья Блюз» (1980) и фильмы актёра и мастера боевых искусств Джеки Чана.
В 1990-х годах комедийные боевики «становились более жестокими, с огненными смертями и решительными съёмками, всё чаще использовавшимися в качестве ударов». «Rotten Tomatoes» написал, что «Час пик» (1998) оживил формулу жанра и что «Карты, деньги, два ствола» (1998) были изюминкой десятилетия. В первые два десятилетия 21-го века фильмы «Разборки в стиле кунг-фу» (2004), «Типа крутые легавые» (2007), «Солдаты неудачи» (2008), «Мачо и ботан» (2012) и «Плохие парни навсегда» (2020) были одними из многочисленных примеров жанра.